# Dancé, Orne
Dancé är en kommun i departementet Orne i regionen Normandie i nordvästra Frankrike. Kommunen ligger i kantonen Nocé som tillhör arrondissementet Mortagne-au-Perche. År 2018 hade Dancé 349 invånare.

## Befolkningsutveckling
Antalet invånare i kommunen Dancé
| Referens: INSEE |